# АЕС Трільйо
АЕС Трільйо (ісп. Central nuclear de Trillo) — діюча атомна електростанція в центральній частині Іспанії.
АЕС розташована в муніципалітеті Трільйо провінції Гвадалахара за 110 км на північний схід від Мадрида.
До складу АЕС входить один реактор з водою під тиском (PWR) компанії Kraftwerk Union потужністю 1066 Мвт.
АЕС належить чотирьом провідним іспанським енергетичним компаніям: Iberdrola з часткою 48 %; Unión Fenosa з 34,5 %; Hidroeléctrica del Cantábrico — 15,5 %, Nuclenor — 2 %.
Були плани щодо будівництва другого реакторного блоку в Трільйо — PWR реактор з електричною потужністю 950 МВт та валовою продуктивністю 1000 МВт. Після зміни уряду план добудови АЕС було скасовано 1 квітня 1984 року.

## Інциденти
У квітні 2003 року на станції було зупинено ядерний реактор, після аварії в первинному ланцюзі при ремонті трубопроводу.
Всього на атомній електростанції сталося понад 20 аварій за період експлуатації, і хоча, їх рівень не перевищує 2 за шкалою ІНЕС, проте, викликає негативні настрої у громадян через близькість до столиці країни — Мадриду.

## Інформація по енергоблокам
| Реактор  | Тип реактора     | Потужність (нетто) | Потужність (брутто) | Початок будівництва | Фізпуск    | Підключення до мережі | Введення в експлуатацію | Завершення експлуатації |
| -------- | ---------------- | ------------------ | ------------------- | ------------------- | ---------- | --------------------- | ----------------------- | ----------------------- |
| Трильо-1 | PWR, PWR 3 loops | 1003 МВт           | 1066 МВт            | 17.08.1979          | 14.05.1988 | 23.05.1988            | 06.08.1988              | —                       |